# Ștefan Preda
Ștefan Gabriel Preda (Ploiești, 1970. június 18. –) román válogatott labdarúgókapus.

## Pályafutása

### Klubcsapatban
Ploieștiben született és a pályafutását is itt kezdte a Petrolul Ploiești csapatában, ahol 1993 és 1998 között játszott és melynek színeiben 1995-ben megnyerte a román kupát. 1998-ban a Dinamo București igazolta le. Később több alkalommal is volt a klub játékosa, mellyel a román bajnokságot és a román kupát is egyaránt kétszer nyerte meg. 

### A válogatottban
1994 és 1995 között 3 alkalommal szerepelt a román válogatottban és 1 gólt szerzett Részt vett az 1994-es világbajnokságon.

## Sikerei, díjai
Petrolul Ploiești
- Román kupa (1): 1994-95

Dinamo București
- Román bajnok (2): 1999–00, 2003–04
- Román kupa (2): 1999-00, 2003–04